# Miša Marinček
Miša Marinček, slovenska rokometašica, * 18. februar 1985, Celje.
Igra za RK Krim in Slovensko žensko rokometno reprezentanco.
Z reprezentanco Slovenije je nastopila na Evropskem prvenstvu v rokometu za ženske 2016.